# Рубчойла
Ру́бчойла (Ру́бчейла, карел. Rubčoilu, rubčoi — рубец, шрам) — старинная карельская деревня в составе Эссойльского сельского поселения Пряжинского района Республики Карелия, комплексный памятник архитектуры.

## Общие сведения
Расположена в северной части этнического ареала карел-ливвиков, в 6 км от посёлка Эссойла на автодороге Крошнозеро — Эссойла.
В деревне находится памятник архитектуры XIX века — часовня Иоанна Предтечи (надстроенная колокольня была разобрана в 1937 году).
- Часовня Иоанна Предтечи

## Население
Численность населения в 1905 году составляла 90 человек.
| 2002 | 2009 | 2010 | 2013 |
| ---- | ---- | ---- | ---- |
| 23   | ↘18  | ↘12  | ↗13  |